# 臼井倹吾
臼井 倹吾（うすい けんご、1892年（明治25年）12月10日 - 1975年（昭和50年）1月5日）は、大日本帝国陸軍軍人。最終階級は陸軍少将。功四級。

## 経歴
1892年（明治25年）に栃木県で生まれた。陸軍士官学校第26期、陸軍大学校第38期卒業。1936年（昭和11年）12月に鎮海湾要塞参謀に就任し、1937年（昭和12年）11月に陸軍砲兵大佐に進級した。1938年（昭和13年）7月に留守第20師団参謀長に転じ、1939年（昭和14年）12月に陸軍野戦砲兵学校教官を経て、1940年（昭和15年）12月に第9砲兵団長に就任した。
1941年（昭和16年）8月に陸軍少将に進級し、1942年（昭和17年）5月に陸軍科学学校幹事に就任した。1943年（昭和18年）9月に室蘭防衛司令官に転じ、1944年（昭和19年）12月16日に東部軍司令部附となり、1945年（昭和20年）1月25日に待命、1月26日に予備役に編入された。
1947年（昭和22年）11月28日、公職追放仮指定を受けた。